# حمید جعفرخانی
حمید جعفرخانی (زاده ۱۹۶۶ میلادی، تهران) مهندس برق ایرانی و استاد دانشگاه کالیفرنیا، ارواین است.

## زندگی
حمید جعفرخانی سال ۱۹۶۶ در تهران زاده شد. او پس از به دست آوردن رتبه نخست در کنکور سال ۱۹۸۴ و دریافت مدرک کارشناسی در رشته مهندسی الکترونیک در سال ۱۹۸۹ از دانشگاه تهران، برای ادامه تحصیل راهی آمریکا شد و در سال ۱۹۹۴ مدرک کارشناسی ارشد و در سال ۱۹۹۷ مدرک دکترا در رشته الکترونیک از دانشگاه مریلند آمریکا گرفت. وی از  ژوئن ۱۹۹۶ تا سپتامبر همان سال، کارآموز لابراتوار بل آمریکا بود و پس از آن به عنوان سرپرست بخش فنی به استخدام شرکت اِی‌تی‌اندتی درآمد و پس از مدتی، نفر اول بخش فنی ای‌تی‌اندتی شد.[نیازمند منبع] در همین مدت جعفرخانی و همکارانش، کدگذاری بلوکی فضا-زمانی را ابداع کردند. او سپس از ژوئیه  ۲۰۰۰ تا سپتامبر ۲۰۰۱ با شرکت برادکام همکاری می‌کرد. او هم‌اکنون استاد دانشکده مهندسی الکترونیک و علوم کامپیوتر دانشگاه کالیفرنیا، ارواین است . وی همچنین قائم‌مقام مرکز Center for Pervasive Communications & Computing و  عضو پیوسته مؤسسه مهندسان برق و الکترونیک است.

## افتخارات
- ۱۹۸۴: رتبه اول کنکور سال.
- ۲۰۰۲: دریافت جایزه بهترین مقاله از ISWC.
- ۲۰۰۳: دریافت جایزه NSF Career.
- ۲۰۰۶: دریافت جایزه UCI Distinguished Mid-Career Faculty برای بهترین تحقیق.
- ۲۰۰۶: دریافت عنوان بهترین مقاله در زمینه ارتباطات بی‌سیم از IEEE.
- همچنین در سایت ISI[پیوند مرده] از وی به عنوان محقق عالیرتبه نامبرده شده.